# Brampton—Springdale (circonscription provinciale)
Circonscription électorale provinciale du Canada
Brampton—Springdale est une ancienne circonscription provinciale de l'Ontario représentée à l'Assemblée législative de l'Ontario entre 2007 et 2018. 

## Géographie
La circonscription était située au sud de l'Ontario et se limite à la ville de Brampton, près de Toronto.
Les circonscriptions limitrophes étaient Bramalea—Gore—Malton, Brampton-Ouest, Dufferin—Caledon et Mississauga—Brampton-Sud.

## Historique
| Législature                                                                   | Années    | Député | Député         | Parti   |
| ----------------------------------------------------------------------------- | --------- | ------ | -------------- | ------- |
| Circonscription issue de Brampton-Centre et Bramalea—Gore—Malton—Springdale   |           |        |                |         |
| 39e                                                                           | 2007–2011 |        | Linda Jeffrey  | Libéral |
| 40e                                                                           | 2011–2014 |        | Linda Jeffrey  | Libéral |
| Siège vacant à la suite de la démission de Linda Jeffrey                      |           |        |                |         |
| 41e                                                                           | 2014–2018 |        | Harinder Malhi | Libéral |
| Circonscription dissoute parmi Brampton-Centre, Brampton-Nord et Brampton-Est |           |        |                |         |

## Résultats électoraux
| Élection générale ontarienne de 2014 |                           |                   |        |       |         |
|                                      | Parti                     | Candidat          | Votes  | %     | ± %     |
|                                      | Libéral                   | Harinder Malhi    | 16 848 | 40,06 | - 4,37  |
|                                      | Néo-démocrate             | Gurpreet Dhillon  | 13 481 | 31,98 | + 16,73 |
|                                      | Progressiste-conservateur | Pam Hundal        | 10 234 | 23,95 | - 12,22 |
|                                      | Vert                      | Laila Zarrabi Yan | 1 322  | 3,10  | + 0,55  |
|                                      | Communiste                | Elizabeth Hill    | 398    | 0,90  | + 0,47  |

## Circonscription provinciale
Depuis les élections provinciales ontariennes du 4 octobre 2007, l'ensemble des circonscriptions provinciales et des circonscriptions fédérales sont identiques.